# 苗海忠
苗海忠（1968年10月6日—），曾用名苗皓钧，男，辽宁本溪市人，中国大陆影视演员。1980年代，出演在中央电视台播放的一则燕舞广告红遍大江南北，广为人知。後曾因故入狱，出狱后於近年来出演过多部影视作品。

## 生平
苗海忠出生于军人家庭，在北京四十中学读书时，是学校的优秀体育生。1986年，中央电视台导演去学校招募临时演员时挑中了他，于是进入了电视台工作，做了一名广告演员。通过电视台两个月的表演培训后，苗海忠被江苏盐城燕舞电器厂选中，拍摄了一部音乐广告，这就是红极一时的“燕舞”广告。拍摄广告成名后，1988年，苗海忠考上了中央戏剧学院(与徐帆、胡军是同学)。之后出演了名导田壮壮的大戏《蓝风筝》，开始崭露头角。
1992年，就在即将毕业之时，苗海忠跟随中央电视台剧组到江苏无锡外景基地拍摄一部电视剧。某一天，在排练现场，因剧组的演员发生口角，苗海忠上前劝阻，不料导致当事人意外身亡。苗海忠也被法院认定在此案中负有一定责任，以过失杀人罪判处有期徒刑4年零6个月。当时24岁的苗海忠后在江苏宜兴监狱服刑，在宜兴石矿厂搬砖采石进行劳动改造。在狱中，苗海忠配合改造，同时没有放弃学习，后在监狱教研组工作，充当起犯人的语文教师。由于在监狱中的良好表现，获得不少一等功、二等功，在服刑期满还有一年半的时候，被减去了一年刑期。减刑后，他被调到江苏省南通监狱。江苏省公安厅成立了一个省级的“新生”艺术团，让苗海忠出任艺术指导。
苗海忠出狱后，鉴于他在监狱里良好的表现，南通监狱、宜兴监狱和宜兴农场同时给苗海忠入狱前就读的中央戏剧学院发了一份申请函，希望中央戏剧学院能够恢复苗海忠的学籍。中央戏剧学院校党委接到申请函後在党委会上通过决定，恢复苗海忠的学籍并补发毕业证书，学龄仍然是1988年-1992年。
1999年，苗海忠与女友结婚。

## 影視作品列表

### 電視劇
| 首播年份 | 剧名                 | 角色     | 备注          | 合作演員                |
| 1998年   | 《还珠格格》         | 赛威     |               | 赵薇 林心如 周杰 范冰冰 |
| 1998年   | 《雍正王朝》         | 九阿哥   | 共20集        |                         |
| 1998年   | 《玫瑰依然红》       | 晓浩     | 共40集        |                         |
| 1998年   | 《咱们老百姓》       | 刘和平   | 共20集        |                         |
| 1998年   | 《家和万事兴》       | 周明     | 共100集       |                         |
| 1999年   | 《漓江情缘》         | 吕红旗   | 共20集        |                         |
| 1999年   | 《生死相依》         | 高震东   | 電視電影      |                         |
| 1999年   | 《大路方圆》         | 吴奈     | 共100集       |                         |
| 1999年   | 《难舍真情》         | 鞠长乐   | 共16集        |                         |
| 1999年   | 《家和万事兴》       | 周明     |               |                         |
| 2000年   | 《幸福街》           | 卫康     | 共100集       |                         |
| 2000年   | 《还让四平当村长》   | 王材     |               |                         |
| 2000年   | 《李卫当官1》        | 九阿哥   | 共30集        |                         |
| 2001年   | 《中国仪仗兵》       | 李南方   | 共20集        |                         |
| 2001年   | 《永不放弃》         | 赵强     | 共20集        |                         |
| 2001年   | 《蛛网搏杀》         | 大海     | 共20集        |                         |
| 2002年   | 皇宫宝贝             | 丰绅殷德 | 共30集        |                         |
| 2002年   | 《英雄》             | 张震     | 共30集        |                         |
| 2003年   | 《旅行社的故事》     | 薛晓明   |               |                         |
| 2003年   | 《聊斋》             | 王启明   |               |                         |
| 2003年   | 《老鼠爱上猫》       | 公孙策   |               |                         |
| 2005年   | 《守望幸福》         | 大闹     |               |                         |
| 2006年   | 《封神榜之凤鸣岐山》 | 申公豹   | 共40集        |                         |
| 2006年   | 《聊斋奇女子》       | 王化成   |               |                         |
| 2006年   | 《跤王》             | 王大厨   |               |                         |
| 2009年   | 《封神榜之武王伐纣》 | 申公豹   | 共54集        |                         |
| 2010年   | 《西游记》           | 天蓬元帅 | 客串，共52集  |                         |
| 2010年   | 《十二生肖传奇》     | 魑魅     | 反一号,共34集 |                         |
| 2010年   | 《倾世皇妃》         | 花公公   |               |                         |
| 2010年   | 《淘气包马小跳》     | 小王     |               |                         |
| 2010年   | 《又见白娘子》       | 刘功德   |               |                         |
| 2010年   | 《大唐女将樊梨花》   | 程咬金   |               |                         |
| 2013年   | 《隋唐演義》         | 楊勇     |               |                         |
| 2014年   | 《衛子夫》           | 爰樞     |               |                         |
| 2016年   | 《放棄我抓緊我》     | 霍銳勇   |               |                         |
| 2020年   | 《冰糖燉雪梨》       | 棠鴻江   |               |                         |
| 2022年   | 《請叫我總監》       | 寧父     |               |                         |
| 2022年   | 《月歌行》           |          |               |                         |

### 電影
| 年份   | 片名           | 角色   |
| 2000年 | 《相伴永远》   | 李富春 |
| 2006年 | 《女神捕系列》 | 九州侯 |

### 主持节目
- 中央电视台 《电视你我他》
- 北京电视台 《周末欢乐园》
- 北京电视台 《百姓之友》特别节目
- 北京教育台 《我爱北京》
- 中央电视台 《影视同期声》
- 天津电视台 《卫视娱乐城》春节专刊
- 北京电视台 《大家来欢乐》
- 黑龙江电视台 《开心大擂台》
- 绍兴电视台 《绍兴电视台台庆》
- 山东电视台 《快乐直通车》
- 山东有线台 《开心假日》
- 河北卫视台 《猜中彩》

### 广告作品
- 《燕舞电器广告》
- 《长城电器广告》
- 《中华牙膏广告》
- 《旺旺食品广告》
- 《长城干红广告》
- 《太极集团广告》
- 《联想电脑广告》